# Doom RPG
A Doom RPG egy mobiltelefonos játék, amely kombinálja a Doom-sorozat FPS műfaját és a szerepjáték elemeit. Sok Doom 3-as esemény található a játék történetében, de a számítógépes verzióhoz képest eltérő szereplők vannak benne. A játékot a Fountainhead Entertainment fejlesztette ki és a motorját egy későbbi Fountainhead-es játékhoz, az Orcs & Elves-hez is felhasználták. A Doom RPG következő részét, a Doom II RPG-t 2008. augusztus 1-jén jelentette be a QuakeCon-on Katherine Anna Kang, az id Mobile vezetője.

## Történet
A játék története a Doom 3 történetéhez hasonlít és itt is az NPC-k Tengerészgyalogosnak hívják a játékost.
|  | Alább a cselekmény részletei következnek! |

Dr. Guerard nem volt jó kapcsolatban Dr. Jensen-nel. Három héttel a játék megkezdése előtt Dr. Guerard megkérdezte Graff ezredest, hogy végrehajtsa-e a biztonsági vizsgálatot Dr. Jensen-en. Megkapta az engedélyt, viszont Dr. Jensen elbukott a vizsgálaton és kirúgták biztonsági szolgálatából, aki azt hitte, hogy Guerard közre játszott a kirúgásában. Eközben démonok tűntek fel a semmiből, akik elkezdték megszállni az üzemet és ilyenkor kezdődik el maga a játék is.
A játék elején a Tengerészgyalogos találkozik Dr. Jensen-nel, aki épp egy számítógépes terminálon vizsgálja az elbocsátását. Az üzem első pár szektora után a játékos segítséget kap Dr. Guerard-tól, aki segít lejutni az alsóbb szintekre is. A játékos a Biológiai Kutató Létesítménynél találkozik  Dr. Nadira-val, aki elveszi a fegyvereinket, a biztonsági rendszabályra hivatkozva, majd ránk ereszti a Hellhound-okat, ami közben ő elmenekül. Végül a főhős újra találkozik Jensen-nel, akit közben börtönbe zártak, de amikor kiszabadul elmeséli nekünk, hogy Guerard és Nadira egy ördögi tervet eszelt ki és mielőbb menjünk az üzem következő szektorába. Később, mikor találkozunk Guerard-dal és Nadira-val, megtudjuk, hogy Guerard áll a démoni invázió hátterében és ő nyitott egy portált a Pokol és a Reaktor Szektor között. Guerard azonnal néhány démont küld a Tengerészgyalogosra és Nadira-ra, de ő meghal, Guerard viszont megszökik. A Tengerészgyalogos eljut az utolsó két szektorhoz is, ahol megszerzi a BFG 9000 nevű fegyvert és a Reaktor Szektor kulcsát.
A fő invázió szétrombolja a Csomópontot és a Tengerészgyalogos Kelvin és Jensen segítségével bejut a Reaktor Szektorba (később Kelvin és Jensen meghal). Mikor a játékos lejut a Reaktor Szektorba Guerard egy démonná változik át Kronos néven. Eközben sikerült egy portált nyitnia a Pokolba. Miután a játékos megölte Kronos-t, elpusztítja a reaktor erőművét, amivel bezárja a portált, bár a Cyberdemon még át tudott jönni a kapun. Miután megöltük a Cyberdemon-t, megtudjuk az NPC-ktől, hogy Kronos hozta létre.
|  | Itt a vége a cselekmény részletezésének! |

## Játékmenet
A játék jó pár elemet átvett a klasszikus Doom-ból, csakúgy, mint az FPS nézetet. Azonban ez a játék egy körökre osztott szerepjáték is egyben és jóval több figyelmet kapott a fejlesztésénél a történet igényes kidolgozása. A harcok és a játékos mozgása körökre van osztva, így a játékosnak elegendő idő áll a rendelkezésére a megfelelő fegyver kiválasztásához. A játékos 90°-ban foroghat és lépésről lépésre haladhat a játékban. A játék során fontos, hogy kommunikáljunk a tudósokkal és a számítógépekkel, mivel sokszor tőlük függhet a továbbjutásunk (például ez is hasonlít a Doom 3-hoz).
Csak úgy mint a Doom első részében, ebben is megtalálható a már jól ismert állapot kijelzőn lévő fej, a hang effektek és a fegyverek, illetve az ellenségek többsége (fontosabb elemek, mint például a láncfűrész, az Arachnotron és a Spider Mastermind nevű szörny kimaradt a játékból). Fontos különbség, hogy ebben a verzióban a szörnyeknek három nehézségi fokozatuk van és három különböző színben tűnnek fel a játék során.
A játék sok új elemet is tartalmaz, fegyverek terén például a baltát és a tűzoltó készüléket, amelyek kiválóak közelharci helyzetekkor. Összesen 38 ellenség szerepel a játékban, ezek közül egy új ellenség, mégpedig a Wolfenstein 3D-ből ismert Hellhound (magyarul A Sátán kutyája), amelyet egy másik új „fegyverrel”, a kutya nyakörvvel tudunk elfogni. Miután elfogtunk egy ilyen kutyát, azt akár pajzsként vagy közelharci fegyverként is használhatjuk.

## Pályák, fegyverek és szereplők
A következő tíz pályát és tíz fegyvert tartalmazza a játék:
| Pályák                                                                                       | Fegyverek                                                                           | Kódok |
| -------------------------------------------------------------------------------------------- | ----------------------------------------------------------------------------------- | --- |
| Bejárat - Ezen a pályán találjuk meg először a vadászpuskát.                                 | Balta                                                                               | |
| Csomópont - A játék központja, ahonnan eljuthatunk a szektorokhoz.                           | Tűzoltó készülék                                                                    | |
| Szektor 1 - Ezen a pályán találjuk meg először a gépfegyvert.                                | Pisztoly                                                                            | 225, 1010 |
| Szektor 2 - Ezen a pályán találjuk meg először a szuper vadászpuskát.                        | Vadászpuska                                                                         | 1337, 042, 988, 5555 |
| Szektor 3 - Ezen a pályán találjuk meg először a kutya nyakörvet.                            | Gépfegyver                                                                          | 5551, 741, 934, 7682, 4545                                                                                                 |
| Szektor 4 - Ezen a pályán találjuk meg először a plazma fegyvert.                            | Szuper vadászpuska                                                                  | 5313 |
| Szektor 5 - Ezen a pályán találjuk meg először a rakétavetőt.                                | Plazma fegyver                                                                      | door9: 6752, 2211/1122, 4453, door13: 1313, door27: 3416, door17: 1122, door44: 8862, door61: 1554, door99: 1209, 229, 648 |
| Szektor 6 - Ezen a pályán találjuk meg először a BFG9000-et.                                 | Rakétavető                                                                          | super secret code: 2279 |
| Szektor 7 - Ezen a pályán található meg a teleport kapu, amivel a reaktorhoz tudunk eljutni. | BFG9000                                                                             | |
| Reaktor - A játék utolsó pályája, ahol a játékosnak végeznie kell a főellenséggel.           | Kutya nyakörv, amellyel bármilyen típusú Hellhound nevű ellenséget el tudunk fogni. | |
| Tárgyak - Fejlesztői pálya, csakis kóddal lehet elérni.                                      |                                                                                     | A Fibonacci szekvencia első hét számjegye 0-val kezdve = 0112358                                                           |

### Szereplők
- Tengerészgyalogos - Főszereplő, maga a játékos.
- Dr. Bradley Jensen - A teleportációs kutatócsapat helyi rangelső tudósa.[9] Rendszeresen elbocsátották, mivel mindig elszalasztotta a biztonsági vizsgálatokat.
- Dr. Guerard - A teleportációs kutatócsapat jelenlegi vezető kutatója. Ő segítette a Tengerészgyalogost, hogy lejuthasson néhány lezárt föld alatti területre.
- Mr. Nadira - A UAC Biológiai Kutató Létesítmény fő kutatója, a gondolat-vezérlési kísérletek specialistája.[9]
- Graff ezredes - A UAC Tengerészeti Főhadiszállás ezredese. Valószínűleg ő a felelős a biztonsági rendszer üzembehelyezéséért. Soha nem jelenik meg a játékban, habár mégis feltűnik a történetben.
- Dr. Kelvin - Vele találkozik mindig a Tengerészgyalogos kalandjai során és ő segített a Tengerészgyalogosnak megoldani néhány problémát.
- Kronos - A teleportációs kutatócsapat egyik korábbi kutatója. Egyszer lejutott a Pokolba, a teleportációs technológia segítségével, ahol az emberi technológiát és a démoni testet összekombinálva megalkotott egy roppant fegyvert. Amikor a UAC rájött erre, Kronos-t kirúgták, a kutatását pedig felszámolták.
- Jenkins - Dr. Jensen asszisztense, aki nagyon szereti a munkáját, mivel sok dolgot meghiúsíthat.

## Befejezések
Amikor a játékos végigviszi a játékot, a végén kap egy webcímet a megszerzett pontjai szerint, amit az megnézhet interneten (zárójelben a szó magyar megfelelője szerepel):
1. Chump (Tökfej)
2. Average (Átlagos)
3. Baddy (Rossz fiú)
4. Master (Mester)

## Csalások
Ahhoz, hogy a játékban csalni lehessen a „3666” számokat kell beírni vagy a játék fő menüjében, vagy játék közbeni menüben, amivel egy titkos menüt nyitunk meg, a következő almenükkel:
| Kódok | Pályák        | Statisztikák | Fejlesztői                                     |
| --- | ------------- | ------------ | ---------------------------------------------- |
| Noclip - Átjárás a falakon. | Intro         | Pos          | Vars - Megmutatja a változók menüjét.          |
| Disable AI - Az ellenség lebénítása. | Bejárat       | kTotal       | Benchmark - A renderelés gyorsaságát mutatja.  |
| Give all - Az összes fegyver megszerzése, hozzájuk 10 egységnyi lőszerrel, 5 egységnyi tárggyal, összes kulccsal és 20 kredittel minden egyes Select gomb megnyomáskor. | Csomópont     | kUsed        | Store0 - Megmutatja az első eladót.            |
| Give ammo - Minden egyes Select gomb megnyomáskor 10 egységnyi lőszerrel gazdagodik a játékos.                                                                          | Szektor 1     | kInFree      | Store1 - Megmutatja a második eladót.          |
| God mode - A játékos sérthetetlenné válik. | Szektor 2     | kCurFree     | Store2 - Megmutatja a harmadik eladót.         |
| Level up - Minden egyes Select gomb megnyomáskor egy szinttel feljebb lép a játékos.                                                                                    | Szektor 3     | kMap         | Store3 - Megmutatja a negyedik eladót.         |
| Give map - Az adott pálya térképének megszerzése, amely nem mutatja a rejtett területeket.                                                                              | Szektor 4     | kSound       | Force Error - Java alkalmazási hibát idéz elő. |
| | Szektor 5     | kPNG         | Print Monsters                                 |
| | Szektor 6     |              | Print Memory                                   |
| | Szektor 7     |              |                                                |
| | Des. Junction |              |                                                |
| | Reaktor       |              |                                                |
| | Credits       |              |                                                |
| | Tárgyak       |              |                                                |

### Hivatalos oldalak
- Hivatalos oldal (angolul)
- Doom RPG az id Software oldalán (angolul)
- Doom RPG a Fountainhead Entertainment oldalán (angolul)
- Doom RPG az Electronic Arts oldalán (angolul)

### Ismertetők
- Doom RPG a MobyGames.com-on (angolul)
- Doom RPG Archiválva 2008. december 2-i dátummal a Wayback Machine-ben a GameSpot.com-on (angolul)
- Doom RPG a 1UP.com-on (angolul)
- Doom RPG video (angolul)

### Egyebek
- Doom RPG a Doom Wiki.com-on (angolul)
- Doom RPG a GameFAQs.com-on (angolul)
- Doom RPG John Carmack blogján (angolul)